# Neptali Gonzales
Neptali A. Gonzales (Mandaluyong, 10 juni 1923 — Makati, 16 september 2001) was een Filipijnse politicus. Hij was lid van het Filipijns Huis van Afgevaardigden en de Batasang Pambansa, het parlement gedurende de laatste jaren van het bewind van president Ferdinand Marcos. Na de val van Marcos was Gonzales van 1986 tot 1987 minister van justitie in het kabinet van opvolger Corazon Aquino. Nadien was hij van 1987 tot 1998 lid van de Senaat van de Filipijnen. In zijn tweede termijn was Gonzalez driemaal president van de Filipijnse Senaat.

## Biografie
Neptali Gonzales werd geboren op 10 juni 1923 in de Filipijnse stad Mandaluyong. Zijn ouders waren Deogracias Gonzales en Aurea Alvaro. Na het voltooien van de Rizal High School behaalde Gonzales in 1941 een Associate of Arts-diploma aan de University of the Philippines. Nadien studeerde hij rechten aan de Philippine Law School. In 1949 voltooide hij deze bachelor-opleiding als valedictorian. In datzelfde jaar slaagde hij het jaar erop met het op acht na beste resultaat voor het toelatingsexamen van de Filipijnse balie. Na zijn afstuderen was Gonzales werkzaam als advocaat. Tevens was hij professor in de rechten en doceerde hij gedurende drie decennia rechten aan diverse Filipijnse onderwijsinstellingen. Daarnaast schreef Gonzales vijf studieboeken voor gebruik tijdens rechtenopleidingen.
Gonzales' politieke carrière begon toen hij in 1967 werd gekozen tot vicegouverneur van de provincie Rizal. In 1969 nam hij ontslag, om mee te kunnen doen aan de verkiezingen voor het Filipijns Huis van Afgevaardigden. Bij de verkiezingen van 1969 werd hij gekozen als afgevaardigde namens het 1e kiesdistrict van Rizal. Zijn termijn in het Huis eindigde vroegtijdig toen president Ferdinand Marcos in 1972 de staat van beleg afkondigde en het Filipijns Congres ophief. In 1976 werd hij decaan van de rechtenfaculteit van de Far Eastern University, een functie die hij tot 1986 zou bekleden.
Tijdens de laatste jaren van het bewind van Ferdinand Marcos was een van de politici die namens de oppositiepartij UNIDO werden gekozen in de Batasang Pambansa, het nieuwe Filipijnse parlement. Na de val van Marcos werd Gonzales in 1986 benoemd tot minister van justitie in het kabinet van opvolger Corazon Aquino. In 1987 diende hij zijn ontslag in om mee te kunnen doen aan de senaatsverkiezingen van 1987. Bij deze verkiezingen werd Gonzalez gekozen tot een van de 24 senatoren. Bij verkiezingen van 1992 werd hij herkozen voor een tweede termijn van ze jaar. In deze termijn was hij driemaal president van de Filipijnse Senaat. De eerste keer van 1992 - 1993, toen van 1995 tot 1996 en de derde keer in 1998. Van 1996 tot 1998 was hij bovendien de Minority Leader van de Senaat. Aan het einde van zijn tweede termijn in de Senaat stapte hij uit de politiek.
Na zijn politieke carrière was Gonzales president en uitgever van de Manila Bulletin, een van de grootste kranten van de Filipijnen. Tevens was hij lid van de raad van bestuur van deze krant.
Gonzales overleed in 2001 op 78-jarige leeftijd in het Makati Medical Center aan hartfalen. Hij was getrouwd met Candida Medina en kreeg met haar vier kinderen. Zijn enige zoon en naamgenoot, Neptali Gonzales II werd ook politicus.

### Boeken
- D. H. Soriano, Isidro L. Retizos (1981), The Philippines Who's who, 2nd ed. Who's Who Publishers, Manilla
- Bowker-Saur (1991), Who's Who in Asian and Australasian Politics, Bowker-Saur, Londen
- Mahal Kong Pilipinas Foundation, Inc (1994), Who's who in Philippine Government, Mahal Kong Pilipinas Foundation, Inc, Quezon City

### Websites
- Biografie Neptali Gonzales, website Filipijnse Senaat (geraadpleegd op 5 september 2015)
- Chan Robles Law Firm, Lijst met Filipijnse advocaten - G, website Chan Robles Law Firm (geraadpleegd op 5 september 2015)
- Online Roster of Philippine Legislators, website Filipijns Huis van Afgevaardigden (geraadpleegd op 5 september 2015)

- International Standard Name Identifier: 0000 0000 2492 3249
- Library of Congress Control Number: n84165354
- Nationale Bibliotheek van Israël: 987007322102705171
- Virtual International Authority File: 43248259
- WorldCat: E39PBJwRQgQphKkjPqBd7rV3cP